# Trefl Sopot
Pour le club de volley-ball, voir Trefl Sopot (volley-ball).
Cet article concerne le club créé en 2009. Pour le club connu sous le nom « Trefl Sopot » entre 1995 et 2009, voir Asseco Prokom Gdynia.
Maillots
Le Trefl Sopot est un club polonais de basket-ball issu de la ville de Sopot. Le club appartient depuis sa création en 2009 à la Polska Liga Koszykówki, soit le plus haut niveau du championnat polonais.
Il compte à son palmarès deux victoires en Coupe de Pologne ainsi que deux autres en Supercoupe de Pologne, acquises en 2012 et 2013.

## Historique
En 2009, les dirigeants de l'Asseco Prokom Sopot décident de déménager le club vers la ville voisine de Gdynia, et le rebaptisent Asseco Prokom Gdynia. À Sopot, un nouveau club est créé et reprend l'identité du Trefl, sans le palmarès. Toujours soutenu par l'entreprise de jeux de société du même nom, il fait venir Kārlis Muižnieks au poste d'entraîneur et achète une wild card pour participer à la saison 2009-2010 du championnat de Pologne et ainsi continuer son parcours dans l'élite. Quatrième à l'issue de la saison régulière, il s'incline en demi-finales face à son nouveau rival de Gdynia.
En 2010, le club investit l'Ergo Arena (11 409 places assises), nouvellement construite entre les villes de Gdańsk et de Sopot. Deux ans plus tard, un nouveau record de fréquentation pour un match de championnat en salle en Pologne (10 152 personnes) est établi dans cette salle.
Lors de la saison 2011-2012, le Trefl Sopot réinaugure son palmarès en remportant la Coupe de Pologne. Il atteint également la finale du championnat et croise à nouveau l'Asseco Prokom Gdynia. Après sept matchs pleins de suspense et un retour de trois manches à une en sa défaveur à 3-3, Sopot s'incline finalement sur le parquet de Gdynia lors de l'ultime rencontre (76-68). Quelques mois plus tard, les deux clubs se retrouvent à l'occasion de la Supercoupe de Pologne, et le Trefl prend sa revanche en gagnant 74-69.
Le Trefl Sopot renouvelle ce doublé coupe-supercoupe la saison suivante.

## Palmarès
- Vainqueur de la Coupe de Pologne (2) : 2012 et 2013
- Vainqueur de la Supercoupe de Pologne (2) : 2012 et 2013

## Entraîneurs successifs
- Kārlis Muižnieks (2009-2012)
- Žan Tabak (2012)
- Darius Maskoliūnas (2013-2015)
- Mariusz Niedbalski (2015)
- Zoran Martič (2015-2017)
- Marcin Kloziński (2017-2018)
- Krzysztof Roszyk (2018, intérim)
- Jukka Toijala (2018-2019)
- Marcin Stefański (depuis 2019)

## Joueurs célèbres ou marquants
- Filip Dylewicz (2010-2013, 2016-2018)
- Adam Waczyński (2010-2014)
- Giedrius Gustas (2010-2011)
- Giorgi Tsintsadze (2010)
- Łukasz Koszarek (2011-2012)
- Šarūnas Vasiliauskas (2013-2015)